# コライユ郡

コライユ郡
Koray

コライユ郡（コライユぐん、ハイチ語: Koray、フランス語: Corail）は、ハイチ南西部グランダンス県東部の郡。コライユ沖合からカイミート島まで珊瑚礁が広がる。東にニップ県バラデー郡、南に南県オカイ郡、シャドニエ郡、西にジェレミー郡と接し、北はラゴナーヴ湾に臨む。
東からペステル、コライユ、ボーモン、ウォゾーの4つのコミーンが置かれている。郵便番号は73から始まる。